# Weser Tower
Der Weser Tower ist ein Hochhaus am Rande der Überseestadt Bremens. Es wurde 2010 erbaut nach Plänen des Architekten Helmut Jahn für die Siedentopf GmbH (Eduscho). Die 22 Stockwerke des Hochhauses haben eine Fläche von 18.000 Quadratmetern und damit Platz für Büros für 800 Personen. Zunächst geplant war in dem Gebäude u. a. ein Hotel, ein Varieté-Theater und Restaurants einzurichten. Daneben sollten weitere Bürogebäude errichtet werden. Heute befindet sich ein Restaurant im Erdgeschoss des Hauses.

## Gebäude
Die Siedentopf GmbH investierte rund 70 Millionen Euro in die Entwicklung des Standortes an der neuen Weserpromenade unmittelbar westlich der Bremer Altstadt.
Die Grundsteinlegung fand am 23. Oktober 2007 statt. Das mit 82 Metern Höhe höchste Bürogebäude Bremens sollte 2009 fertiggestellt werden. Die Fertigstellung verzögerte sich wegen technischer Unstimmigkeiten und Nachtragsforderungen des Bauunternehmers Hochtief. Zum 8. Januar 2010 hat Siedentopf den Generalunternehmervertrag mit der Hochtief Construction AG wegen Verspätungen bei der Fertigstellung des Weser Tower gekündigt. Nach eigenen Angaben übernahm Siedentopf die Koordination der restlichen Arbeiten zusammen mit dem Generalplaner ECE Projektmanagement.
Das vollverglaste Gebäude wurde zusammen mit dem  heutigen Hauptmieter, dem Energieversorger EWE AG entwickelt.

## Nutzung
Hauptmieter des Gebäudes sind Tochterunternehmen des Energieversorgers EWE AG, die insgesamt 13 Geschosse des Hochhauses übernahmen. Im Erdgeschoss befindet sich ein Restaurant.

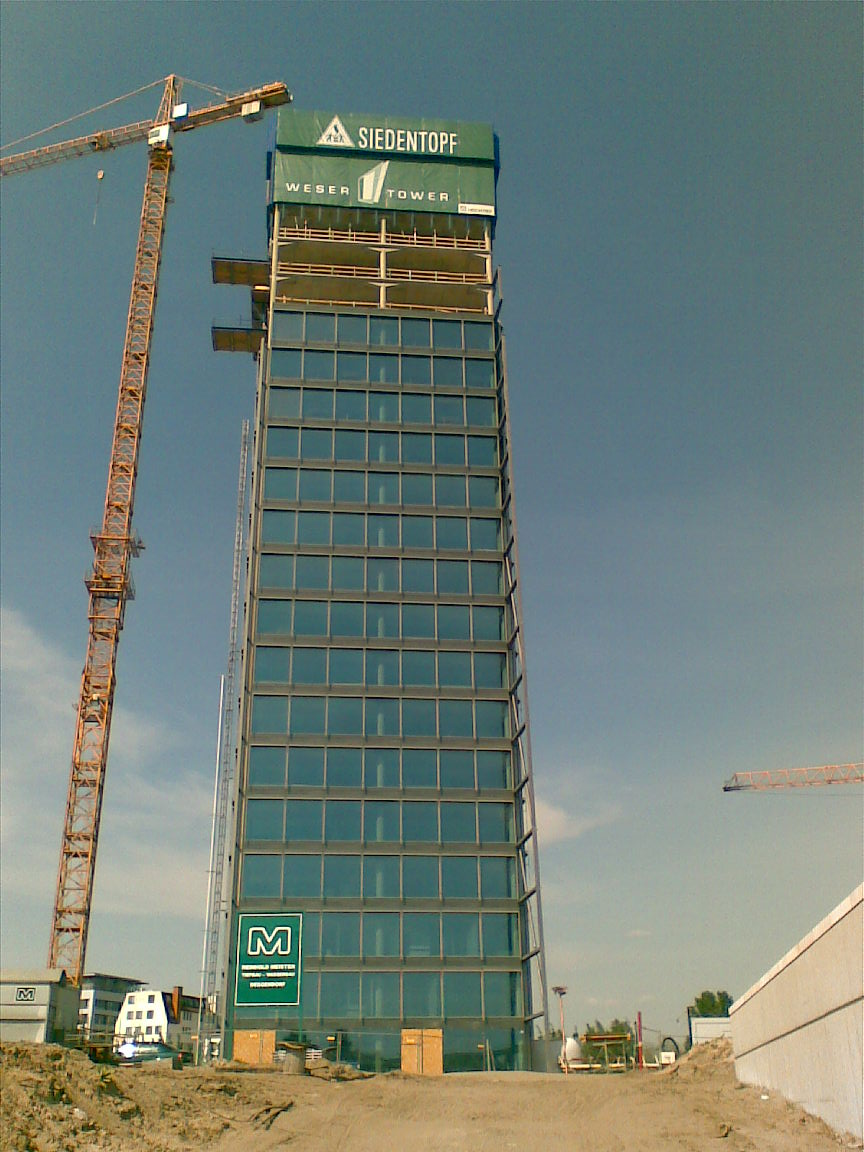
Weser Tower während des Baues
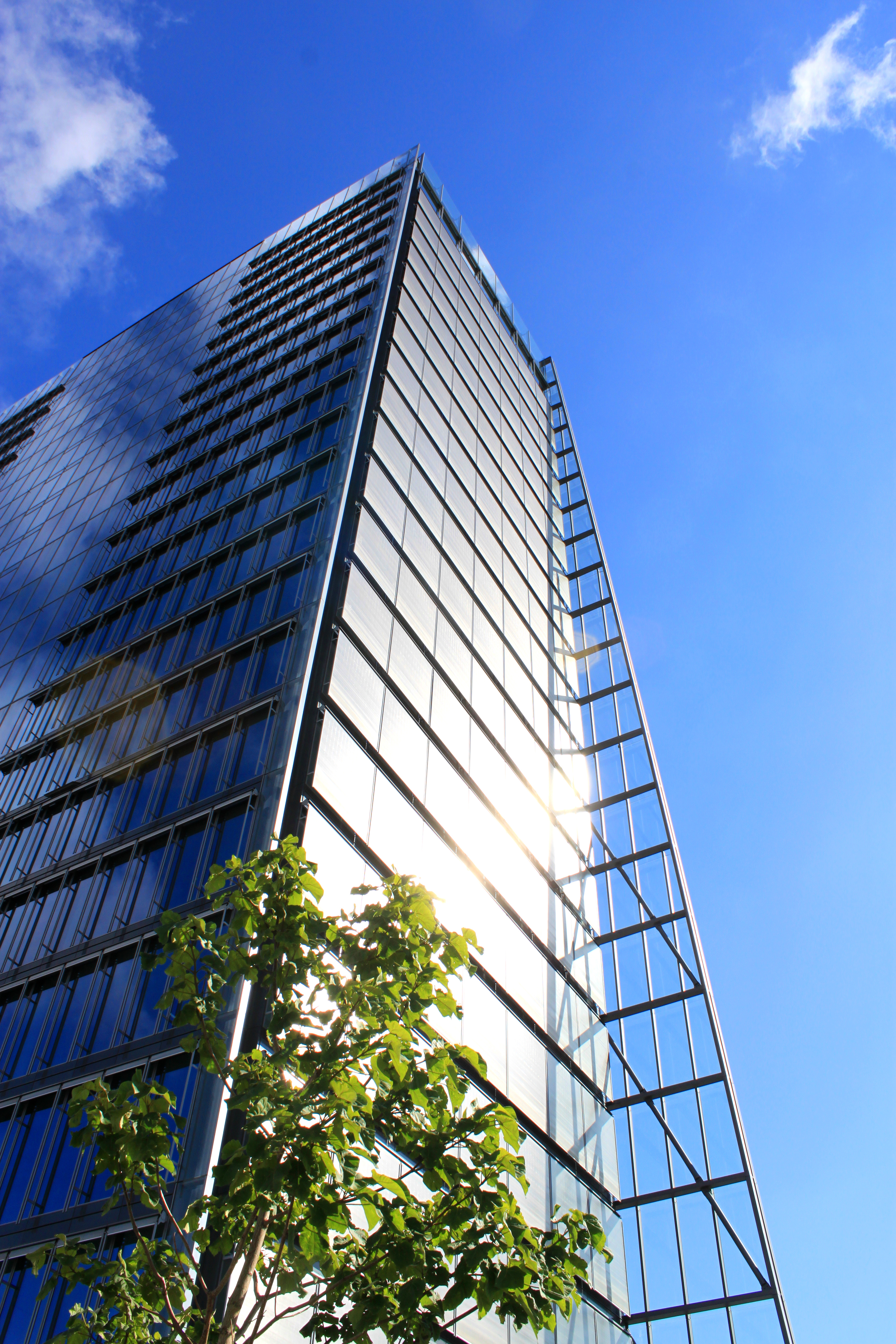
Fertigstellung, Rückseite
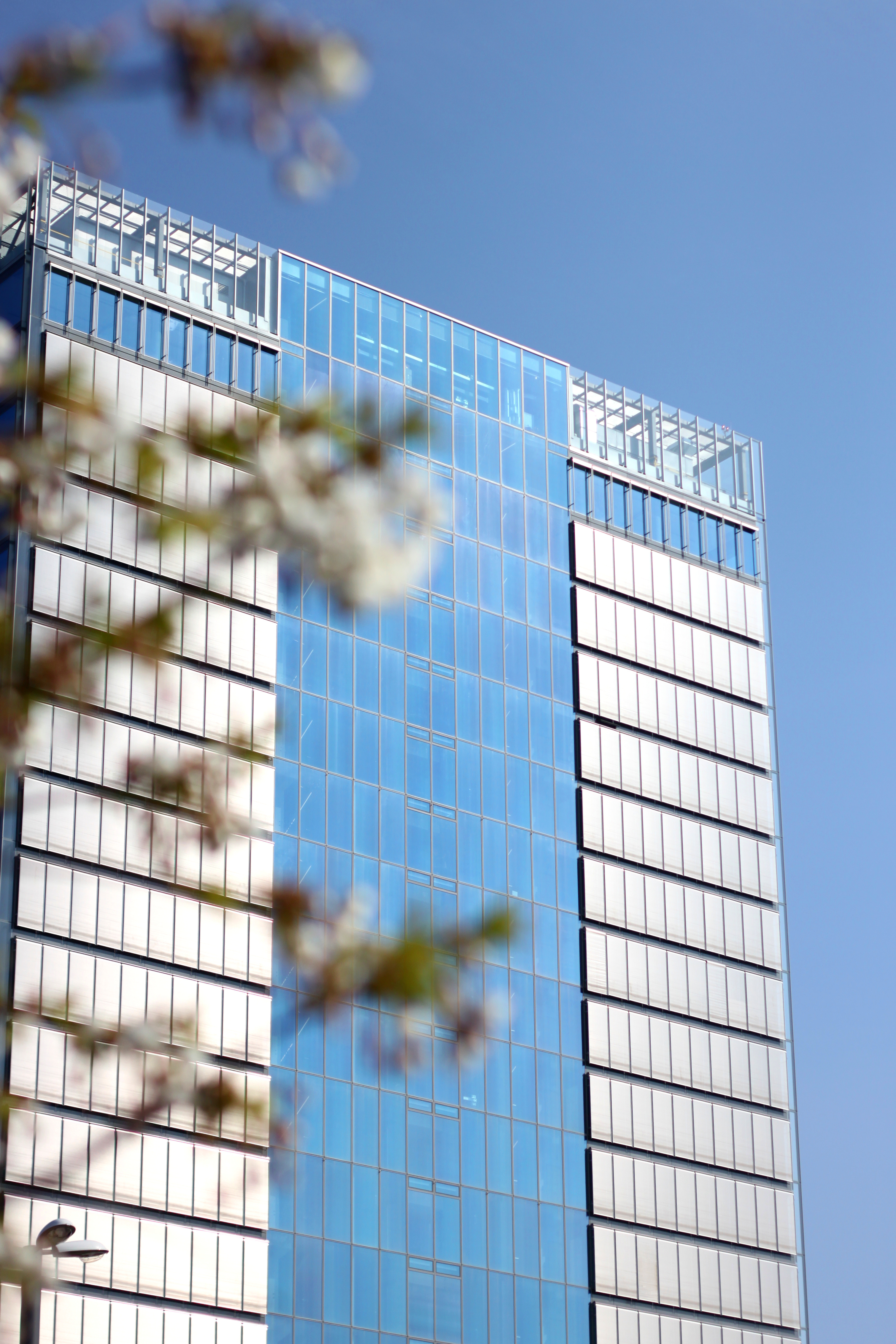
Blick vom Kaffee-Quartier aus